# Tyler Soderstrom
Tyler Christian Soderstrom (Turlock, California, 24 de noviembre de 2001), más conocido como Tyler Soderstrom, es un jugador profesional estadounidense de béisbol que se desempeña en la posición de primera base en Athletics, equipo de las Grandes Ligas de Béisbol (MLB).

## Carrera
En 2023, Soderstrom hizo su debut en la MLB con el equipo Athletics, donde lleva jugando dos temporadas.